# Kanton–Sencsen-vasútvonal

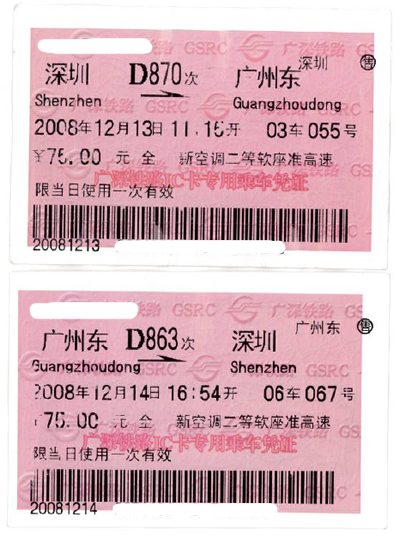
Vonatjegyek a vasútvonalról

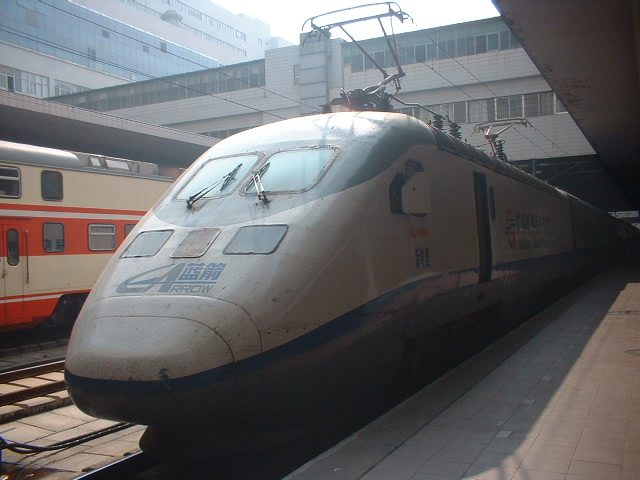
Blue Arrow, a vonal előző járműve

A Kanton–Sencsen-vasútvonal (kínai írással: 广深铁路 vagy 广深线) egy 146 km hosszú, normál nyomtávolságú, 25 kV 50 Hz-cel villamosított nagysebességű vasútvonal Kínában.

## Története
Ez volt az első olyan vasút Kínában, amelyen az engedélyezett maximális sebesség 220 km/h volt, bár ez körülbelül 200 km/h-ra van korlátozva. A vonal egy kétvágányú 200 km/h-s és egy egyvágányú 120 km/h-s vasútvonalból áll. A 200 km/h-s pályán zajlik a nagysebességű személyszállítás, míg a harmadik vonalon vegyesen személy- és teherszállítás. Egy negyedik vasútvonal építése pedig 2005-ben kezdődött. Kínában, sőt az egész kontinensen ez lesz az első négyvágányos vasútvonal.

## Állomások
- Kanton
- Shilong
- Dongguan (Changping)
- Zhangmutou
- Tangtouxia
- Pinghu
- Buji
- Sencsen North
- Sencsen

## Járművek

### Jelenlegi
- CRH1 - Nagysebességű villamos motorvonat, a BSP (Bombardier Sifang Power) gyártotta. Jelenleg Guangzhou és Shenzhen között közlekedik.
- DF4B - Dízel-elektromos mozdony.
- DF5D - Dízel-elektromos mozdony. Tolatószolgálathoz használják.
- DF9 - Dízel-elektromos mozdony.
- DF11 - Nagysebességű dízel-elektromos mozdony. A Qishuyan Locomotive and Rolling Stock Works gyártotta. A nagytávolságú vonatok használják.
- DF11G - Nagysebességű dízel-elektromos mozdony. A Qishuyan Locomotive and Rolling Stock Works gyártotta. A nagytávolságú vonatok használják.
- DF12 - Dízel-elektromos mozdony. A CSR Ziyang Locomotive Works gyártotta. Tolatószolgálathoz használják.
- SS8
- SS9G
- RW119K személykocsik - A nagytávolságú vonatok használják.

### Előző
- Xinshisu X2000 - Svéd billenőszekrényes ingavonat. Az ABB gyártotta Svédországban. A vonatok Chongqing-ba kerültek, majd később Svédország visszavásárolta.
- DJJ1 (Blue Arrow) - Nagysebességű Ingavonat villamosmozdonnyal és hat kocsival. A Zhuzhou és a Changchun gyártotta. Jelenleg Chongqing és Chengdu között közlekedik.